# Phalangopsis bauxitica
Phalangopsis bauxitica – gatunek prostoskrzydłego z rodziny Phalangopsidae.
Gatunek ten opisany został w 2008 roku przez Carinę Mews i Carlosa Sperbera na podstawie pojedynczego samca.
Holotyp ma ciało długości 19 mm. Ubarwiony jest głównie ciemnobrązowo z jasnobrązowymi: głaszczkami szczękowymi, fastigium, ciemieniem, wgłębieniem na przedpleczu i częściami odnóży, a białymi: nadustkiem i brzegami przednich skrzydeł. Głowa pozbawiona jest przyoczek. Na czworokątnych przednich skrzydłach brak jest żyłki strydulacyjnej i pars stridens, a na przednich goleniach brak narządów tympanalnych. Wąskie paramery pseudepifallusa sięgają nasady nieco ku środkowi zakrzywionych płatów pseudepifallicznych.
Prostoskrzydły neotropikalny, znany tylko z brazylijskiego stanu Pará.